# Ruska-Aika

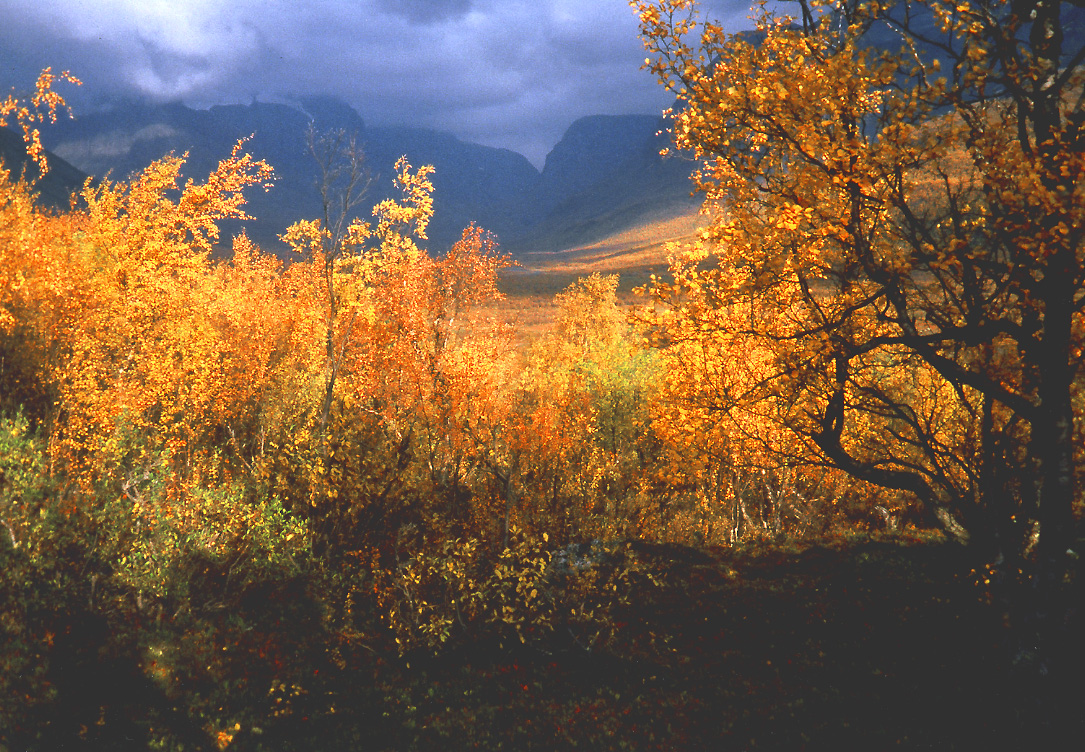
Die Ruska im Birkenwald von Nikkaluokta

In Finnland ist Ruska-Aika oder kurz Ruska ein dem nordamerikanischen Indian Summer oder dem deutschen Altweibersommer vergleichbares Naturschauspiel. Es beschränkt sich auf Lappland, den nördlichsten Teil Europas am Polarkreis.
Die Ruska-Saison ist für viele einheimische Naturfreunde der eigentliche Höhepunkt des Jahres. Der September ist der Ruska-Monat. In der Übergangsphase von der nachtlosen Zeit der Mitternachtssonne zum stimmungsvollen Halbdunkel der Polarnacht verfärben sich Sträucher und Bäume fast über Nacht, eine wahre Explosion an Farben setzt ein und breitet sich rasch aus, von den Mooren über die Birkenwälder bis auf die Fjälls hinauf. Während die sonnigeren Südhänge noch grün glänzen, erstrahlen die Beerensträucher und Heidekräuter der Nordseiten in tiefem Rot. Schon aus der Ferne lassen sich nun die verschiedenen Baumarten einzig durch ihre Farbe ausmachen: Birken leuchten goldgelb, Espen rot, an der Eberesche lassen sich Spektren von Grün über Gelb und Orange bis hin zu Dunkelrot beobachten.